# Willy Kaiser
Pour les articles homonymes, voir Kaiser.
Willy Kaiser est un boxeur allemand né le 16 janvier 1912 et mort le 24 juillet 1986 à Gladbeck.

## Carrière amateur
Il devient champion olympique aux Jeux de Berlin en 1936 dans la catégorie poids mouches après sa victoire en finale contre l'italien Gavino Matta.

## Parcours auxJeux olympiques
Jeux olympiques d'été de 1936 à Berlin (poids mouches) :
- Bat Guillermo López (Chili) par arrêt de l'arbitre au 3e round
- Bat Fidel Tricánico (Uruguay) aux points
- Bat Alfredo Carlomagno (Argentine) aux points
- Bat Gavino Matta (Italie) aux points